# KNVB-Pokal 1991/92
Der KNVB-Pokal 1991/92 war die 74. Auflage des niederländischen Fußball-Pokalwettbewerbs. An ihr nahmen die 18 Mannschaften der Eredivisie, die 20 Teams der Eerste Divisie und 25 Vertreter aus dem Amateurbereich teil.
Pokalsieger wurde Titelverteidiger Feyenoord Rotterdam. Das Team setzte sich im Finale gegen Roda JC Kerkrade durch. Der Sieger erhielt einen Startplatz im Europapokal der Pokalsieger.

## Modus
Alle Begegnungen wurden in einem Spiel entschieden. Bei unentschiedenem Ausgang gab es eine Verlängerung von zweimal 15 Minuten und gegebenenfalls ein Elfmeterschießen. Die elf besten Teams der Eredivisie 1990/91 und die 20 Clubs der Eerste Divisie 1991/92 stiegen erst in der 2. Runde ein.

## 1. Runde
In dieser Runde trafen 20 Amateurvereine aufeinander.
| Datum      |                     | Ergebnis              |                     |
| ---------- | ------------------- | --------------------- | ------------------- |
| 31.08.1991 | ACV Assen           | 0:3                   | VV IJsselmeervogels |
| 31.08.1991 | ADO '20 Heemskerk   | 0:3                   | VV Noordwijk        |
| 31.08.1991 | GVVV                | 0:2                   | SV Spakenburg       |
| 31.08.1991 | VV Rozenburg        | 1:1 n. V. (5:3 i. E.) | SV Babberich        |
| 31.08.1991 | VV Spijkenisse      | 7:2                   | VV Katwijk          |
| 31.08.1991 | Vitesse Delft       | 1:2                   | OJC Rosmalen        |
| 01.09.1991 | VV Aalsmeer         | 1:2                   | RKSV Halsteren      |
| 01.09.1991 | Quick '20 Oldenzaal | 2:0                   | SC Heerenveen II    |
| 01.09.1991 | VV Rheden           | 4:0                   | HVV Hollandia       |
| 01.09.1991 | SV Venray           | 2:3                   | SV Meerssen         |

## 2. Runde
Teilnehmer: Die zehn Sieger der 1. Runde, fünf weitere Amateure, die 20 Vereine der Eerste Divisie 1991/92, die vier Mannschaften, die die Erstligasaison 1990/91 mit Platz 12 bis 15 beendeten, sowie die drei Aufsteiger in die Eredivisie 1991/92.
| Datum      |                     | Ergebnis              |                          |
| ---------- | ------------------- | --------------------- | ------------------------ |
| 12.10.1991 | BVV Den Bosch       | 4:1                   | SVV/Dordrecht '90        |
| 12.10.1991 | Cambuur Leeuwarden  | 2:2 n. V. (5:3 i. E.) | RKSV Halsteren           |
| 12.10.1991 | VV Eindhoven        | 1:0                   | VV IJsselmeervogels      |
| 12.10.1991 | BVO Emmen           | 2:1                   | VV Noordwijk             |
| 12.10.1991 | Excelsior Rotterdam | 4:1                   | OJC Rosmalen             |
| 12.10.1991 | HFC Haarlem         | 2:0                   | Excelsior Maassluis      |
| 12.10.1991 | Helmond Sport       | 3:2                   | Fortuna Sittard          |
| 12.10.1991 | MVV Maastricht      | 4:0                   | BV De Graafschap         |
| 12.10.1991 | NAC Breda           | 6:1                   | SV De Treffers           |
| 12.10.1991 | NEC Nijmegen        | 5:0                   | VV Spijkenisse           |
| 12.10.1991 | RBC Roosendaal      | 5:1                   | K.v.v. Quick Boys        |
| 12.10.1991 | VV Rozenburg        | 0:3                   | SC Heerenveen            |
| 12.10.1991 | SC Telstar 1963     | 5:0                   | USV Elinkwijk            |
| 12.10.1991 | TOP Oss             | 2:1                   | SV Spakenburg            |
| 12.10.1991 | BV Veendam          | 3:1                   | VV DOVO                  |
| 12.10.1991 | VVV-Venlo           | 3:0                   | Quick '20 Oldenzaal      |
| 12.10.1991 | FC Wageningen       | 3:3 n. V. (2:1 i. E.) | SC Heracles Almelo '74   |
| 12.10.1991 | VC Vlissingen       | 2:3 n. V.             | SV Meerssen              |
| 12.10.1991 | FC Zwolle           | 0:2                   | VV Rheden                |
| 13.10.1991 | Sparta Rotterdam    | 4:1                   | Go Ahead Eagles Deventer |
| 27.10.1991 | AZ Alkmaar          | 2:3 n. V.             | FC Den Haag              |

## 3. Runde
In dieser Runde stiegen die besten elf Teams der Eredivisie 1990/91 ein.
| Datum      |                     | Ergebnis              |                     |
| ---------- | ------------------- | --------------------- | ------------------- |
| 13.11.1991 | Feyenoord Rotterdam | 1:0                   | MVV Maastricht      |
| 16.11.1991 | VV Eindhoven        | 2:2 n. V. (6:5 i. E.) | FC Wageningen       |
| 16.11.1991 | BVO Emmen           | 1:0                   | Excelsior Rotterdam |
| 16.11.1991 | HFC Haarlem         | 4:3                   | NEC Nijmegen        |
| 16.11.1991 | SC Heerenveen       | 0:2                   | PSV Eindhoven       |
| 16.11.1991 | RBC Roosendaal      | 2:0                   | Helmond Sport       |
| 16.11.1991 | BV Veendam          | 2:2 n. V. (4:5 i. E.) | Vitesse Arnheim     |
| 16.11.1991 | VVV-Venlo           | 1:1 n. V. (4:3 i. E.) | BVV Den Bosch       |
| 17.11.1991 | FC Groningen        | 3:2                   | Cambuur Leeuwarden  |
| 17.11.1991 | SV Meerssen         | 0:2                   | Roda JC Kerkrade    |
| 17.11.1991 | NAC Breda           | 0:1                   | FC Utrecht          |
| 17.11.1991 | VV Rheden           | 2:1                   | FC Twente Enschede  |
| 17.11.1991 | RKC Waalwijk        | 2:4 n. V.             | SC Telstar 1963     |
| 17.11.1991 | FC Volendam         | 1:1 n. V. (3:4 i. E.) | TOP Oss             |
| 20.11.1991 | Sparta Rotterdam    | 3:1                   | Willem II Tilburg   |
| 05.01.1992 | Ajax Amsterdam      | 3:1                   | FC Den Haag         |

## 4. Runde
| Datum      |                  | Ergebnis              |                     |
| ---------- | ---------------- | --------------------- | ------------------- |
| 04.01.1992 | SC Telstar 1963  | 2:2 n. V. (5:4 i. E.) | VV Eindhoven        |
| 05.01.1992 | RBC Roosendaal   | 1:2                   | Feyenoord Rotterdam |
| 05.01.1992 | VV Rheden        | 1:1 n. V. (6:7 i. E.) | VVV-Venlo           |
| 05.01.1992 | FC Utrecht       | 3:0                   | BVO Emmen           |
| 08.01.1992 | Roda JC Kerkrade | 2:1                   | FC Groningen        |
| 22.01.1992 | TOP Oss          | 1:6                   | HFC Haarlem         |
| 09.02.1992 | Ajax Amsterdam   | 2:1 n. V.             | PSV Eindhoven       |
| 09.02.1992 | Sparta Rotterdam | 2:2 n. V. (4:3 i. E.) | Vitesse Arnheim     |

## Viertelfinale
| Datum      |                     | Ergebnis              |                  |
| ---------- | ------------------- | --------------------- | ---------------- |
| 26.02.1992 | Roda JC Kerkrade    | 4:1                   | FC Utrecht       |
| 26.02.1992 | VVV-Venlo           | 2:2 n. V. (3:4 i. E.) | Sparta Rotterdam |
| 01.03.1992 | SC Telstar 1963     | 4:1                   | HFC Haarlem      |
| 08.03.1992 | Feyenoord Rotterdam | 1:0                   | Ajax Amsterdam   |

## Halbfinale
| Datum      |                     | Ergebnis              |                  |
| ---------- | ------------------- | --------------------- | ---------------- |
| 31.03.1992 | Roda JC Kerkrade    | 3:0                   | SC Telstar 1963  |
| 08.04.1992 | Feyenoord Rotterdam | 1:1 n. V. (5:3 i. E.) | Sparta Rotterdam |

## Finale
| Feyenoord Rotterdam                | Feyenoord Rotterdam | Roda JC Kerkrade | Roda JC Kerkrade |
| ---------------------------------- | --- | --- | ---------------- |
| Feyenoord Rotterdam                | \| 10. Mai 1992 in De Kuip, Rotterdam \| \| Ergebnis: 3:0 (2:0) \| \| Zuschauer: 48.000 \| \| Schiedsrichter: Mario van der Ende \| \| Spielbericht \|                                                                  | \| 10. Mai 1992 in De Kuip, Rotterdam \| \| Ergebnis: 3:0 (2:0) \| \| Zuschauer: 48.000 \| \| Schiedsrichter: Mario van der Ende \| \| Spielbericht \|                                                                   | Roda JC Kerkrade |
| Feyenoord Rotterdam                | Ed de Goey – Henk Fraser, John de Wolf (82. Sjaak Troost), John Metgod , Ruud Heus – Arnold Scholten, Peter Bosz, Rob Witschge (75. Ioan Sabău), Gaston Taument – József Kiprich, Regi Blinker. Cheftrainer: Wim Jansen | Henryk Bolesta – Ger Senden, Mark Luijpers, Bert Verhagen, Gène Hanssen – Michel Broeders, Michel Boerebach, Berthil ter Avest, René Hofman – Graham Arnold (46. Stefan Jansen), Max Huiberts. Cheftrainer: Adrie Koster | Roda JC Kerkrade |
| Feyenoord Rotterdam                | 1:0 John de Wolf (28.) 2:0 Gaston Taument (43.) 3:0 Józef Kiprich (53.) | | Roda JC Kerkrade |
| 10. Mai 1992 in De Kuip, Rotterdam | | |                  |
| Ergebnis: 3:0 (2:0)                | | |                  |
| Zuschauer: 48.000                  | | |                  |
| Schiedsrichter: Mario van der Ende | | |                  |
| Spielbericht                       | | |                  |